# Kalkbrut

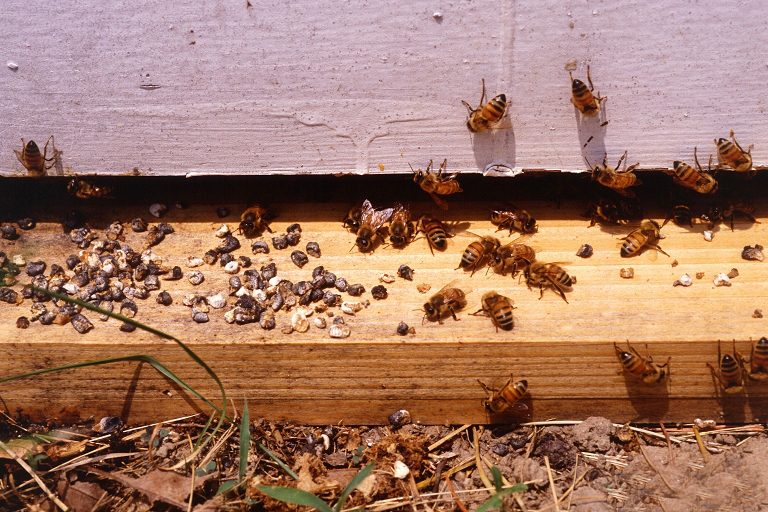
Kalkbrutmumien am Ausgang eines Bienenstocks

Die Kalkbrut (Ascosphaerose, Ascosphaerosis larvae apium) ist eine Krankheit der Westlichen Honigbiene. Sie wird durch den Pilz Ascosphaera apis verursacht. 
Die Infektion erfolgt über Pilzsporen im Futter. Die Larven sterben nach dem Verdeckeln der Zelle im Streckstadium ab und es bilden sich Fruchtkörper, die die Pilzsporen enthalten. Die Krankheit ist dadurch erkennbar, dass die gedeckelten Zellen, die die so genannten Kalkbrutmumien enthalten, beim Schütteln der Brutwaben klappern. Diese Brutkrankheit tritt besonders bei schwachen Völkern auf und wird durch kühle und feuchte Witterung begünstigt.
Die Kalkbrut ist eine Faktorkrankheit. Da der Erreger Ascosphaera apis natürlicherweise in der Umgebung vorhanden ist, sind die zur Krankheit führenden Faktoren zu beseitigen.
Folgende Faktoren begünstigen die Kalkbrut: feuchtkalter Standort, schwach ausgebildeter Reinigungstrieb der Bienen.
Folgende Bekämpfungsmaßnahmen können ergriffen werden: Standort wechseln bzw. Umweiseln, bei gleichzeitiger Entnahme der befallenen Waben. 